# توم مور (لاعب كريكت)
توم مور (29 مارس 1992 - ) (بالإنجليزية: Tom Moore)‏ هو لاعب كريكت بريطاني.